# Свети София, Вяра, Надежда и Любов (Стряма)
„Свети мъченици София, Вяра, Надежда и Любов“ е православен храм в село Стряма, част от Пловдивска епархия на Българската православна църква.

## История
През 1928 г. Чирпанското земетресение разрушава църквата „Света Троица“ в село Стряма. През 1941 – 1942 г. е завършен параклис, който носи името на старата църква. Оттогава параклисът изпълнява ролята на православен храм до изграждане на новата църква. Основите на храм са били поставени през 1963 г. но поради политически и икономически причини, градежът не е завършен и по-късно изоставен.
През 2009 г. започва строежът на нов храм. Министерският съвет, партия ГЕРБ и НИМ осигуряват основните дарения – около 600 000 лева. Около осем хиляди лева са събрани от жителите на селото. Други 100 000 лева са дарени от местни бизнесмени. По време на строежа на църквата от 2009 г. до 2014 г. всяка година на 17 септември – Денят на света София – църковното настоятелство на храма дава курбан за здраве, успех и берекет.
За да бъде довършен храма със средства помагат Васил Караилански, Георги Самуилов, монсеньор Георги Йовчев, отец Димитър Димитров и др. Митрополит Николай Пловдивски дава безвъзмездно проекта за църквата. Иконостасът е дарение от местен бизнесмен. Партия ГЕРБ дарява 50 000 лева за довършване на храма.
Църквата е разположена на 540 кв. м разгъната площ, като 320 кв. м от тях са реалната ѝ площ. Църквата „Преображение Господне“ в пловдивския квартал „Тракия“ и църквата в Стряма са строени по един проект, но имат някои несъществени различия. Една от камбаните е от старата църковна камбанария, а другите две са нови и работят с електронно захранване. Резбованият иконостас включва 24 икони, които са дарени от проф. Божидар Димитров. Една от иконите е изображение на Баташките мъченици, дело на художника Жельо Желев и е композиция със 106 фигури. С изключение на иконите Света Богородица, Исус Христос и св. Йоан Предтеча, останалите са на български светци.
На 28 октомври 2012 г. са открити паметни плочи с имената на 58 жители от Стряма, загинали във войните за национално обединение 1912-1919 година. Те са монтирани на входа на храма.
Църквата е осветен на 21 септември 2014 г. с тържествена литургия, отслужена от митрополит Николай Пловдивски. На нея присъстват министър-председателят Бойко Борисов и проф. Божидар Димитров.

## Галерия
- Изглед от входа на храма, 2023 г.
- Паметна плоча на загиналите в Балканската и Първата световна война
- Паметна плоча на останалите загинали в Първата световна война.
- Чешма пред входа на храма, изградена с дарения.